# Амірханов Роман Володимирович
Роман Володимирович Амірханов (рос. Роман Владимирович Амирханов; нар. 13 травня 1989, Ревда, РРФСР) — російський футболіст, правий півзахисник. Вихованець футбольної школи московського «Локомотива». Майстер спорту міжнародного класу (2006). Переможець юнацького чемпіонату Європи з футболу 2006, володар Кубку Латвії 2011/12, фіналіст Кубку Росії 2009/10 років.

## Ранні роки
Вихованець футбольної школи московського «Локомотива». До 2009 року виступав за дубль москвичів, де провів 44 поєдинку, але в основну команду так і не потрапив. Взимку 2009 року побував на перегляді в «Томі».

## Клубна кар'єра
На професіональному рівні дебютував 3 травня 2009 року в складі «Сибіру» (Новосибірськ). У матчі восьмого туру першості Росії в першому дивізіоні проти «Нижнього Новгороду» вийшов на заміну на 87-й хвилині, а потім отримав жовту картку. Всього за клуб у вище вказаному сезоні провів чотири гри. У наступному сезоні виступав у складі молодіжної команди «Сибіру» в турнірі дублерів, де був капітаном. Після чого влітку 2010 року підписав короткострокове орендну угоду з клубом російської прем'єр-ліги «Спартак-Нальчик».
Дебютував на найвищому рівні 28 серпня в матчі 19-го туру проти казанського «Рубіна», але цей матч так і залишився єдиним для нього в основному складі нальчан. У сезоні 2011/12 провів п'ять поєдинків у складі клубу другої російської ліги «Олімпія» (Геленджик), після чого поповнив ряди найтитулованішого клубу Латвії ризького «Сконто», де провів один сезон, став срібним призером чемпіонату і володарем кубку Латвії. Провів один матч в єврокубках в рамках другого кваліфікаційного раунду Ліги Європи проти хорватської «Хайдука». Після закінчення сезону покинув команду.
Перед початком сезону 2013/14 побував на перегляді в хабаровській «СКА-Енергії». 1 липня гравець уклав з армійцями контракт терміном на один рік. Дебютував у новій команді 18 липня 2013 року в матчі третього туру першості ФНЛ проти московського «Торпедо». Вийшов на поле за шість хвилин до закінчення матчу, замінивши Сергія Нестеренка.
У січні 2014 року Амірханов поповнив ряди команди «Тосно» на правах оренди. Так і не провівши в складі тосненців жодного матчу, напередодні початку сезону 2014/15 років уклав контракт з командою другої російської ліги «Якутія».
Грав за команди ЛФЛ 8х8.

## Кар'єра в збірній
Виступав за національну команду на юніорському та молодіжному рівні. У складі юнацької команди 1989 року народження в 2006 році став переможцем чемпіонату Європи, який проходив у Люксембурзі. Всього в тому розіграші провів вісім зустрічей, п'ять з яких у фінальній частині турніру. За молодіжну команду провів два матчі.

## Статистика виступів

### Клубна
Станом на 6 травня 2015
| Команда                | Сезон             | Чемпіонат         | Чемпіонат | Чемпіонат | Кубок | Кубок | Єврокубки | Єврокубки | Загалом | Загалом |
| Команда                | Сезон             | Рів.              | Матчі     | Голи      | Матчі | Голи  | Матчі     | Голи      | Матчі   | Голи    |
| ---------------------- | ----------------- | ----------------- | --------- | --------- | ----- | ----- | --------- | --------- | ------- | ------- |
| «Сибір» (Новосибірськ) | 2009              | II                | 4         | 0         | 1     | 0     | 0         | 0         | 5       | 0       |
| «Спартак-Нальчик»      | 2010              | I                 | 1         | 0         | 0     | 0     | 0         | 0         | 1       | 0       |
| Олімпія (Геленджик)    | 2011/12           | III               | 5         | 0         | 1     | 0     | 0         | 0         | 6       | 0       |
| «Сконто» (Рига)        | 2012              | I                 | 23        | 1         | 3     | 0     | 1         | 0         | 27      | 1       |
| «СКА-Енергія»          | 2013/14           | II                | 9         | 0         | 1     | 0     | 0         | 0         | 10      | 0       |
| «Якутія» (Якутськ)     | 2014/15           | III               | 12        | 1         | 0     | 0     | 0         | 0         | 12      | 1       |
| Всього за кар'єру      | Всього за кар'єру | Всього за кар'єру | 54        | 2         | 6     | 0     | 1         | 0         | 61      | 2       |

Посилання:
- Статистика виступів взята зі спортивного медіа-порталу Soccerway.com [Архівовано 11 червня 2021 у Wayback Machine.]

## Досягнення

### Командні
Юнацька збірна Росії
- Юнацький чемпіонат Європи (U-17)
  -  Чемпіон (1): 2006[1]

«Сибір»
- Кубок Росії
  -  Фіналіст (1): 2009/10
- Першість Футбольної Національної Ліги
- Срібний призер (1): 2009 (вихід у Прем'єр-лігу)

«Сконто»
- Кубок Латвії
  -  Володар (1): 2011/12
- Латвійська футбольна Вища ліга
- Срібний призер (1): 2012[6]